# Claud Adjapong
Claud Adjapong (Módena, 6 de mayo de 1998) es un futbolista italiano que juega en la demarcación de defensa para el Potenza Calcio de la Serie C.

## Biografía
Empezó a formarse como futbolista en las filas inferiores del US Sassuolo hasta que finalmente en 2016 subió al primer equipo. Hizo su debut como futbolista el 11 de marzo de 2016 en un encuentro de la Serie A contra la Juventus FC, donde sustituyó a Matteo Politano en el minuto 89. Tras tres años en el primer equipo, el 21 de agosto de 2019 se marchó una temporada cedido con opción de compra al Hellas Verona. Esta no fue ejecutada y en septiembre de 2020 fue prestado a la U. S. Lecce. Acumuló una nueva cesión la siguiente campaña, siendo la Reggina 1914 su siguiente destino. Esta fue la última, ya que en septiembre de 2022 fue traspasado al Ascoli Calcio 1898 FC. En este equipo estuvo tres años, en los que marcó un gol y disputó 73 partidos, y en julio de 2025 fichó por el Potenza Calcio.

## Clubes
| Club                   | País   | Año       | Partidos | Goles |
| ---------------------- | ------ | --------- | -------- | ----- |
| U. S. Sassuolo Calcio  | Italia | 2016-2019 | 36       | 2     |
| Hellas Verona (cedido) | Italia | 2019-2020 | 5        | 0     |
| U. S. Lecce (cedido)   | Italia | 2020-2021 | 21       | 1     |
| Reggina 1914 (cedido)  | Italia | 2021-2022 | 21       | 0     |
| Ascoli Calcio 1898 FC  | Italia | 2022-2025 | 73       | 1     |
| Potenza Calcio         | Italia | 2025-     |          |       |